# Satanic Slaughter
Satanic Slaughter var ett svenskt death metal/black metal-band som bildades 1985 och upplöstes 2006. Det självbetitlade debutalbumet gavs ut av Necropolis Records, 1996. Bandet genomgick många medlemsbyten under åren och den ende faste medlemmen var grundaren "Ztephan Dark" (Stefan Karlsson). Bandet gav ut sitt sista album "Banished to the Underworld" på Black Sun Records 2002.

## Historia

### Bildandet, debuten och medlemsbyten (1985–1996)
Bandet bildades 1985 av gitarristen Stefan Karlsson (Ztephan Dark) och Ronnie Börjesson (Ron.B.Goat) under namnet Evil Cunt men bytte efter bara någon månad till Satanic Slaughter. Musiken var inspirerad av Venom, Bathory, Kreator, Sodom och Destruction. I den första uppsättningen ingick utöver grundarna Stefan Karlsson och Ronnie Börjesson, även Jörgen Sjöström på gitarr och trummisen Pontus Sjösten. Första demon spelades in 1988 med de tre låtarna Violent Massacre, One Night in Hell och Satanic Queen
Efter flera medlemsbyten och mer eller mindre långa avbrott i verksamheten spelades bandets första fullängdsalbum in i Unisound studio med producenten Dan Swanö. Albumet "Satanic Slaughter" gavs ut 1996 av Necropolis Records. Utöver Ztephan Dark på bas bestod bandet då av Toxine på sång, gitarristerna Patrik Jensen och Richard Corpse samt Mique på trummor. Albumet "Land of the Unholy Souls" gavs ut året därpå. Det innehåller bland annat låtarna One Night in Hell och Satanic Queen från 1988 års demo. Stefan Karlsson gjorde även ett kort inhopp i det lokala death metal-bandet Cruzified Angel, och medverkade som kompgitarrist på några spelningar.

### Nya konstellationer och bandets upplösning (1996–2006)
Efter det andra albumet sparkades hela det övriga bandet av Ztephan Dark, och de andra bildade då bandet Witchery tillsammans med Sharlee D'Angelo på bas. Satanic Slaughter återkom med en ny sättning och gjorde bland annat en miniturné 1998 i Tyskland tillsammans med Lord Belial och Corporation 187. År 2000 utgavs "Afterlife Kingdom" av "Loud 'N Proud", denna gång med Andreas Deblen på sång, gitarristen Kecke Ljungberg, basisten Filip Carlsson, Robert Eng på trummor och Ztephan Dark nu på gitarr. Kecke Ljungberg slutade dock strax efter skivsläppet och ersattes av Stefan Johansson. Senare samma år turnerade bandet med norska Ragnarok i Europa. 
Det tidigare bolaget, Necropolis Records, gav 2001 ut ett samlingsalbum kallat "The Early Years: Dawn of Darkness". Bandet skrev därefter kontrakt med Black Sun Records och gav ut sitt fjärde album, "Banished to the Underworld", 2002. Några turnéer och festivalspelningar gjordes under åren 2002 och 2003. En turné i Europa genomfördes under våren 2004 tillsammans med Misericordia och Avenger (numera Rage). Inför Sweden Rock sommaren 2005 tillkännagavs att detta skulle bli Satanic Slaughters sista spelning. Bandet splittrades därefter. 
Ztephan Dark ombildade dock Satanic Slaughter ännu en gång, 2006, med Stefan Johansson på gitarr, Simon Axenrot på bas och Fredrik Nilsson på trummor. Bandet hann aldrig göra någon ny inspelning då Stefan Karlsson avled 19 april 2006.

## Medlemmar
Senaste medlemmar
- Ztephan Dark (Stefan Karlsson) – gitarr (1985–1997), gitarr (1999–2006; död 2006)
- Stefan Johansson – gitarr (1999–2006)
- Simon Axenrot – basgitarr (2003–2006)
- Fredrik Nilsson – trummor (2006)

Tidigare medlemmar
- Ron B. Goat (Ronnie Börjesson) – basgitarr (1985–1987)
- Pontus Sjösten – trummor (1985)
- Peter Svedenhammar – trummor (1985–1987)
- Patrik Strandberg – gitarr (1985)
- Mikki Fixx – gitarr (1985)
- Jörgen Sjöström – gitarr (1985)
- Patrik "Kulman" – basgitarr (1987–1989)
- Mique Flesh – trummor (1987–1997)
- Robert Fahlstedt – trummor (1987–1989)
- Jonas Hagberg – gitarr (1987–1989)
- Tony Kampner (aka Toxine) – sång (1987–1997)
- Peter Blomberg – basgitarr (1989)
- Evert Karlsson – trummor (1989)
- Gerry Malmström – trummor (1989)
- Janne Karlsson – gitarr (1989)
- Patrik Jensen – gitarr (1994–1997)
- Andreas Deblèn – sång (1995–2006)
- Richard Corpse – gitarr (1996–1997)
- Filip Carlsson – basgitarr (1997–2003)
- Robert Eng – trummor (1997–1998)
- Kecke Ljungberg – gitarr (1997–1999)
- Martin Axenrot – trummor (1998–2006)

## Diskografi
Demo
- One Night in Hell (1988)

Studioalbum
- Satanic Slaughter (Necropolis Records, 1996)
- Land of the Unholy Souls (Necropolis Records, 1997)
- Afterlife Kingdom (Loud 'N Proud, 2000)
- Banished to the Underworld (Black Sun Records, 2002)

Samlingsalbum
- The Early Years: Dawn of Darkness (Necropolis Records, 2001)